# Edgardo Russo
Edgardo Russo (Santa Fe, 26 de diciembre de 1949-Buenos Aires, 1 de julio de 2015) fue un escritor, poeta, traductor y editor argentino. A cargo de editoriales como Adriana Hidalgo, Interzona y El Cuenco de Plata, puso en circulación la obra de autores como Leónidas Lamborghini, Marosa di Giorgio, Juana Bignozzi, Juan José Hernández, Diana Bellessi, Manuel Puig, Copi, Felisberto Hernández, Rodolfo Walsh, Marguerite Duras, Antonin Artaud y Witold Gombrowicz, entre otros, consolidándose así como uno de los más imprescindibles actores de la edición argentina independiente. Además, tradujo a escritores como W. H. Auden, George Steiner, Harold Bloom y Henry James, publicó una novela y libros de poesía.

## Biografía
Edgardo Russo nació el 26 de diciembre del año 1949 en la ciudad de Santa Fe, Argentina. En 1988, fundó la editorial de la Universidad Nacional del Litoral. En 1989, publicó su primer libro, el poemario Reconstrucción del hecho, que obtuvo el Primer Premio del Fondo Nacional de las Artes. A ese libro le siguió su segundo poemario, Exvotos (1990), la biografía Landrú por Landrú (1991), el ensayo La historia de Tía Vicenta (1992) y su primera y única novela, Guerra conyugal (1999).
En la década de los 90, se trasladó a la ciudad de Buenos Aires, donde dirigió colecciones para las editoriales El Ateneo y Espasa-Calpe. Entre 1999 y el 2002, fue el primer director editorial de Adriana Hidalgo. Allí, publicó a los poetas Leónidas Lamborghini, Marosa di Giorgio, Juana Bignozzi, Juan José Hernández y Diana Bellessi. En el 2003, fundó las editoriales Interzona y El Cuenco de Plata. En esta última, en la que trabajó hasta su muerte, publicó la obra inédita de Manuel Puig y textos de autores como Copi, Felisberto Hernández, Rodolfo Walsh, Leopold Sacher Masoch, Marguerite Duras, Antonin Artaud, Witold Gombrowicz y Patrick Modiano, además de realizar junto a Marcelo Zabaloy una nueva traducción del Ulises.
Además de su labor como editor, tradujo a escritores como Wystan Hugh Auden, George Steiner, Harold Bloom y Henry James.
Russo falleció mientras trabajaba en su despacho de El Cuenco de Plata el 1 de abril del año 2015.

## Obra

### Novela
- Guerra conyugal (1999, Adriana Hidalgo)

### Poesía
- Reconstrucción del hecho (1989)
- Exvotos (1990)

### Ensayo
- La historia de Tía Vicenta (1992)

### Biografía
- Landrú por Landrú (1991)

## Premios
- 2014: Premio de Editor del Año de la Asociación de Libreros Argentinos[4]
- 2014: Premio Konex a El Cuenco de Plata[4]